# Pilosocereus aurisetus
Pilosocereus aurisetus (Werderm.) Byles & G.D.Rowley es una especie de planta fanerógama de la familia Cactaceae.

## Hábitat
Es endémica de Brasil en Minas Gerais en la Serra do Espinhaço. Esta especie se encuentra en dos parques nacionales (Parque nacional Serra do Cipó y Parque nacional das Sempre-Vivas).

## Descripción
Es un cactus arbustivo, densamente ramificado desde la base, alcanza hasta 90 cm de altura con  tallos de 6 cm de diámetro y 10 a 17 costillas. Las 17 a 25 espinas son translúcidas de color blanco a amarillo dorado. Las  5-9 espinas centrales son ascendente a extendidas de 0,8 a 2,5 centímetros (raramente a 3 centímetros) de largo. Las espinas radiales en número de 12 a 16 son de 7 a 11 milímetros de largo. El tamaño de floración de las unidades es muy pronunciada. Se encuentra en el lado de la parte superior de los brotes. Los areolas están abundantemente cubiertas de pelo largo y cerdas de color amarillo dorado.
Las flores en forma de embudo, de color blanco a rosado blanquecino están en el exterior de un rosa más oscuro. Miden 3,2 a 5 centímetros de largo y tienen diámetros de 3 a 4 centímetros. Los frutos son esféricos deprimidos de 2 a 3 centímetros de largo y contienen una pulpa blanca.

## Taxonomía
Pilosocereus aurisetus fue descrita por (Werderm.) Byles & G.D.Rowley y publicado en Cactus and Succulent Journal of Great Britain 19(3): 66. 1957.
Etimología
Pilosocereus: nombre genérico que deriva de la palabra  griega:
pilosus que significa "peludo" y Cereus un género de las cactáceas, en referencia a que es un Cereus peludo.
aurisetus: epíteto latíno que significa "con cerdas doradas". 
Sinonimia
- Pilosocereus aurisetus ssp. densilanatus
- Pilosocereus aurisetus ssp. werdermannianus
- Pseudopilocereus werdermannianus
- Pilosocereus werdermannianus
- Pilosocereus aurisetus ssp. supthutianus
- Pilosocereus supthutianus
- Cipocereus aurisetus
- Cephalocereus aurisetus
- Pseudopilocereus aurisetus
- Pilocereus aurisetus
- Pilosocereus werdermannianus var. densilanatus[3]